# Giria laportei
Giria laportei là một loài bướm đêm trong họ Noctuidae.